# John Sandblom
Johannes Nicolaus Sandblom (conocido como John Sandblom; Falköping, 5 de julio de 1871-Estocolmo, 24 de julio de 1948) fue un deportista sueco que compitió en vela en la clase 8 Metre. Fue hermano de los también regatistas Carl y Philip Sandblom.
Participó en los Juegos Olímpicos de Ámsterdam 1928, obteniendo una medalla de bronce en la clase 8 Metre.

## Palmarés internacional
| Juegos Olímpicos | Juegos Olímpicos         | Juegos Olímpicos  | Juegos Olímpicos |
| Año              | Lugar                    | Medalla           | Clase            |
| ---------------- | ------------------------ | ----------------- | ---------------- |
| 1928             | Ámsterdam (Países Bajos) | Medalla de bronce | 8 Metre          |